# Mikey Nicholls
Pour les articles homonymes, voir Nicholls.
Michael Nicholls (né le 20 août 1985 à Perth, Australie-Occidentale) est un catcheur australien. Il est connu pour son travail à la World Wrestling Entertainment dans la division NXT sous le nom de Nick Miller. Il y a formé l'équipe TM61 avec Shane Thorne. Il est principalement connu pour son travail au Japon à la Pro Wrestling NOAH où avec Shane Haste il a remporté deux fois le GHC Tag Team Championship.

## Carrière

### Pro Wrestling Noah (2011–2015)
Le 7 juillet 2013, ils battent Chaos (Takashi Iizuka et Toru Yano) et remportent les GHC Tag Team Championship.
Le 10 janvier 2015, ils battent Dangan Yankies (Masato Tanaka et Takashi Sugiura) et remportent les GHC Tag Team Championship pour la deuxième fois. Le 11 février, ils perdent les titres contre Killer Elite Squad (Davey Boy Smith, Jr. et Lance Archer).

### World Wrestling Entertainment (2015-2018)

#### WWE NXT (2015-2018)
Ils effectuent leur retour le 31 janvier 2018 à NXT en battant The Ealy Brothers. Le 14 février à NXT, ils battent John Skyler et Andrew Duckworth. Le 7 mars à NXT, lors du premier tour du 2018 Dusty Rhodes Classic, ils perdent face à The Authors of Pain. Le 30 mars lors d'un Live de NXT, ils perdent face à War Machine. Le 2 mai à NXT, ils battent The Street Profits. Le 23 mai à NXT, ils battent Heavy Machinery en trichant, effectuant ainsi un heel turn. Le 6 juin à NXT, ils battent Mike Hughley & Robbie Grand, après le match, ils lancent un défi aux War Raiders. Le 20 juin à NXT, The Mighty perdent contre War Raiders. Le 4 juillet à NXT, ils battent Otis Dozovic au cours d'un match handicap.
Le 1er août à NXT, ils perdent contre Heavy Machinery. Le 15 août à NXT, ils perdent contre The Street Profits. Le 26 septembre à NXT, ils battent The Street Profits. Le 31 octobre à NXT, ils perdent contre The Street Profits.
Le 12 décembre à NXT, ils perdent contre Oney Lorcan & Danny Burch.
En décembre, Nick Miller est effacé du WWE Network confirmant son départ et la fin de The Mighty.

### New Japan Pro Wrestling (2019-...)
Lors de Destruction In Kobe 2023, lui et Shane Haste perdent contre Bishamon (Hirooki Goto et Yoshi-Hashi) et ne remportent pas les IWGP Tag Team Championship. Lors de Power Struggle ~ Super Junior Tag League 2023, lui, Shane Haste et Zack Sabre, Jr. perdent contre Chaos (Kazuchika Okada et Tomohiro Ishii) et Hiroshi Tanahashi et ne remportent pas les NEVER Openweight 6-Man Tag Team Championship.

## Palmarès
- Empire Wrestling Federation
  - 1 fois EWF American Heavyweight Champion

- Explosive Professional Wrestling
  - 2 fois EPW Champion
  - 1 fois EPW Tag Team Champion avec Shane Haste
  - EPW Wrestler of the Year (2004, 2005)
  - EPW Best Wrestler of the first five Years (2006)
  - EPW Match of the Year (2002) - vs. Jimmy Payne à Retribution
  - EPW Telethon Rumble (2009)

- NWA Pro Wrestling
  - 1 fois NWA Australian National Heavyweight Champion
  - NWA Australian National Championship Tournament (2007)

- Pro Wrestling Noah
  - 2 fois GHC Tag Team Championship avec Shane Haste
  - Global Tag League Fighting Spirit Award (2015) avec Shane Haste

- Ring of Honor
  - Rise and Prove Tournament (2012) avec Shane Haste

- Westside Pro Wrestling
  - EPW Match of the Year (2012) - TMDK vs. Team Victoria at State of Origin
  - International Impact Award (2009, 2011 co-vainqueur)
  - Tag Team of the Year (2010) - TMDK

- Autres
  - The Grand Slam Club (2011)

## Récompenses des magazines
- Pro Wrestling Illustrated

| Année | 2013 | 2014 | 2015 | 2016 | 2017 | 2018 | 2019 |
| ----- | ---- | ---- | ---- | ---- | ---- | ---- | ---- |
| Rang  | 373  | 325  | 185  | 154  | 363  | 271  | 348  |

- Tokyo Sports
  - Best Tag Team Award (2013) avec Shane Haste